# Welterbe auf den Philippinen

Zum Welterbe auf den Philippinen gehören (Stand 2018) sechs UNESCO-Welterbestätten, darunter drei Stätten des Weltkulturerbes und drei Stätten des Weltnaturerbes. Die Philippinen haben die Welterbekonvention 1985 ratifiziert, die ersten zwei Welterbestätten wurde 1993 in die Welterbeliste aufgenommen. Die bislang letzte Welterbestätte wurde 2014 eingetragen.

## Welterbestätten
Die folgende Tabelle listet die UNESCO-Welterbestätten auf den Philippinen in chronologischer Reihenfolge nach dem Jahr ihrer Aufnahme in die Welterbeliste (K – Kulturerbe, N – Naturerbe, K/N – gemischt, (G) – auf der Liste des gefährdeten Welterbes).
| Bild                                                  | Bezeichnung                                                  | Jahr       | Typ | Ref. | Beschreibung |
| ----------------------------------------------------- | ------------------------------------------------------------ | ---------- | --- | ---- | --- |
| Naturpark Tubbataha-Riff                              | Naturpark Tubbataha-Riff (Lage)                              | 1993, 2009 | N   | 653  | Erfüllte Kriterien für Weltnaturerbe: vii., ix., x. |
| Barockkirchen der Philippinen                         | Barockkirchen der Philippinen                                | 1993       | K   | 677  | umfasst San Agustín in Manila sowie Kirchen in Santa Maria, Paoay und Miagao Erfüllte Kriterien für Weltkulturerbe: ii., iv. |
| Reisterrassen in den philippinischen Kordilleren      | Reisterrassen in den philippinischen Kordilleren             | 1995       | K   | 722  | Reisterrassen von Batad, Bangaan, Hungduan, Mayoyao Central und Nagacadan Erfüllte Kriterien für Weltkulturerbe: iii., iv., v. |
| Historische Stadt Vigan                               | Historische Stadt Vigan (Lage)                               | 1999       | K   | 502  | älteste bestehende spanische Kolonialstadt auf den Philippinen Erfüllte Kriterien für Weltkulturerbe: ii., iv. |
| Nationalpark Unterirdischer Fluss bei Puerto-Princesa | Nationalpark Unterirdischer Fluss bei Puerto-Princesa (Lage) | 1999       | N   | 652  | bei Puerto Princesa auf Palawan Erfüllte Kriterien für Weltnaturerbe: vii., x. |
| Wildschutzgebiet Hamiguitan-Berg                      | Wildschutzgebiet Hamiguitan-Berg                             | 2014       | N   | 1403 | Am Berg Hamiguitan finden sich verschiedene Vegetationszonen mit Flügelfruchtgewächsen, Mooslandschaften und Pygmäenwäldern. Viele Pflanzen- und Tierarten am Hamiguitan sind endemisch. Erfülltes Kriterium für Weltnaturerbe: x. |

## Tentativliste
In der Tentativliste sind die Stätten eingetragen, die für eine Nominierung zur Aufnahme in die Welterbeliste vorgesehen sind.

### Aktuelle Welterbekandidaten
Mit Stand 2024 sind 23 Stätten in der Tentativliste der Philippinen eingetragen, die letzte Eintragung erfolgte im Februar 2024.
Die folgende Tabelle listet die Stätten in chronologischer Reihenfolge nach dem Jahr ihrer Aufnahme in die Tentativliste.
| Bild                                                                           | Bezeichnung                                                                      | Jahr | Typ | Ref. | Beschreibung |
| ------------------------------------------------------------------------------ | -------------------------------------------------------------------------------- | ---- | --- | ---- | --- |
| Landschaft- und Meeresschutzgebiete von Batanes                                | Landschaft- und Meeresschutzgebiete von Batanes                                  | 1993 | K   | 521  | Naturschutzgebiete in Batanes, der nördlichsten Provinz der Philippinen. |
| Tabon-Höhlen                                                                   | Tabon-Höhlenkomplex und das ganze Lipuun-Point-Reservat                          | 2006 | K   | 1860 | Im Lipuun-Point-Reservat liegt mit dem Höhlenkomplex der Tabon-Höhlen die Fundstätte des ältesten Fossils eines Homo sapiens auf den Philippinen. |
|                                                                                | Archäologische Ausgrabungsstätten im Cagayan Valley                              | 2006 | K   | 2069 | |
|                                                                                | Archäologische Ausgrabungsstätte Butuan City                                     | 2006 | K   | 2071 | Ausgrabungsstätte im Flusstal des Agusan auf dem Gebiet der Stadt Butuan City |
| Inmaculada Concepcion                                                          | Barockkirchen der Philippinen (Erweiterung)                                      | 2006 | K   | 3860 | geplante Erweiterung der bestehenden Welterbestätte (Ref. 677) um fünf weitere Kirchen: Church complex of Patrocinio de Maria, Church of La Inmaculada Concepcion, Church complex of San Pedro Apostol, Church complex of San Isidro Labrador, Church of San Mattias |
| (weitere Bilder)                                                               | Naturmonument Chocolate Hills (Lage)                                             | 2006 | N   | 5024 | |
| Mount-Malindang-Nationalpark                                                   | Mount-Malindang-Nationalpark (Lage)                                              | 2006 | N   | 5029 | |
| Mount-Pulag-Nationalpark                                                       | Mount-Pulag-Nationalpark (Lage)                                                  | 2006 | N   | 5030 | |
| (weitere Bilder)                                                               | Apo Reef Marine Natural Park (Lage)                                              | 2006 | N   | 5033 | |
| El Nido-Taytay Managed Resource Protected Area                                 | El Nido-Taytay Managed Resource Protected Area (Lage)                            | 2006 | N   | 5034 | |
| Coron Island Protected Area                                                    | Coron Island Protected Area (Lage)                                               | 2006 | K/N | 5035 | |
| Mount-Iglit-Baco-Nationalpark                                                  | Mount-Iglit-Baco-Nationalpark                                                    | 2006 | N   | 5036 | |
|                                                                                | Northern Sierra Madre Natural Park und die umliegenden Flächen in der Pufferzone | 2006 | N   | 5037 | |
| Mount Mantalinganhan Protected Landscape                                       | Mount Mantalinganhan Protected Landscape                                         | 2015 | N   | 6006 | |
| Mayon Volcano Natural Park                                                     | Mayon Volcano Natural Park (Lage)                                                | 2015 | N   | 6007 | Naturpark um den Vulkan Mayon herum |
| Turtle Islands Wildlife Sanctuary                                              | Turtle Islands Wildlife Sanctuary (Lage)                                         | 2015 | N   | 6008 | Wildschutzgebiet auf der Inselgruppe der Turtle Islands in der Sulusee |
|                                                                                | Die Zucker Kulturlandschaft auf den Inseln Negros und Panay                      | 2024 | K   | 6713 | |
| Die historischen Städte und Landschaft des Taal Vulkans und seinem Caldera See | Die historischen Städte und Landschaft des Taal Vulkans und seinem Caldera See   | 2024 | K/N | 6714 | Neben dem Vulkan und Taalsee (bereits zwischen 2006 und 2015 auf der Tentativliste), sind auch die Stadt Taal (1989 nominiert) und die historischen Ruinen von San Nicolas Teil des Vorschlags.                                                                      |
| Kolonialer Urbaner Plan und Befestigungen der ummauerten Stadt Manila          | Kolonialer Urbaner Plan und Befestigungen der ummauerten Stadt Manila            | 2024 | K   | 6715 | Intramuros - Historisches Zentrum von Manila war bereits 1989 nominiert. |
| Agusan Marsh Wildlife Sanctuary                                                | Agusan Marsh Wildlife Sanctuary                                                  | 2024 | N   | 6716 | Vorschlag war bereits von 2006 bis 2015 Teil der Tentativliste. |
| Kitanglad und Kalatungan Bergketten: Heilige Stätten von Bukidnon              | Kitanglad und Kalatungan Bergketten: Heilige Stätten von Bukidnon                | 2024 | K/N | 6717 | umfasst den Mount Kalatungan Range Natural Park und Mount Kitanglad Range Natural Park |
| Samar Island Natural Park                                                      | Samar Island Natural Park                                                        | 2024 | N   | 6719 | |
| Reisterrassen in den philippinischen Kordilleren (Erweiterung)                 | Reisterrassen in den philippinischen Kordilleren (Erweiterung)                   | 2024 | N   | 6721 | Erweiterung um Ahin Rice Terraces, Hingyon Rice Terraces, Central Banaue Rice Terraces und Ducligan Rice Terraces |
| Wildschutzgebiet Hamiguitan-Berg (Erweiterung) - Pujada Bay                    | Wildschutzgebiet Hamiguitan-Berg (Erweiterung) - Pujada Bay                      | 2024 | N   | 6722 | Es handelt sich um eine Erweiterung des Welterbes um die Pujada Bay |

### Ehemalige Welterbekandidaten
Diese Stätten standen früher auf der Tentativliste, wurden jedoch wieder zurückgezogen oder von der UNESCO abgelehnt.
Stätten, die in anderen Einträgen auf der Tentativliste enthalten oder Bestandteile von Welterbestätten sind, werden hier nicht berücksichtigt.
| Bild                                     | Bezeichnung                                                | Jahr      | Typ | Ref. | Beschreibung                                                                                                |
| ---------------------------------------- | ---------------------------------------------------------- | --------- | --- | ---- | --- |
| Jesuitische Kirchen auf den Philippinen  | Jesuitische Kirchen auf den Philippinen                    | 1993–1993 | K   | 514  | Guiuan Church, Baclayon Church, Loboc Church und Maragondon Church                                          |
| Basílica de San Sebastián                | Basílica de San Sebastián (Lage)                           | 2006–2015 | K   | 518  | |
| Spanische Festungen auf den Philippinen  | Spanische Festungen auf den Philippinen                    | 2006–2015 | K   | 520  | umfasste Fuerza de Capul, Dauis-Wachturm, Fuerza Punta Cruz, Fuerza de San Andres und Fuerza de Sta. Isabel |
|                                          | Maranao-Siedlung von Tugaya                                | 2006–2015 | K   | 5017 | Tugaya ist eine Gemeinde auf Mindanao, die für Kunsthandwerk des Stammes der Maranao bekannt ist.           |
|                                          | Ligawasan-Marschland                                       | 2006–2015 | N   | 5025 | |
| Insel Panglao                            | Insel Panglao (Lage)                                       | 2006–2015 | N   | 5027 | |
| Geschütze Landschaft um den Berg Matutum | Geschütze Landschaft um den Berg Matutum                   | 2006–2015 | N   | 5028 | |
|                                          | Grabhöhlen der Kabayan-Mumien                              | 2006–2024 | K   | 2070 | Fundorte der Kabayan-Mumien der Ibaloi-Kultur bei Kabayan in der Provinz Benguet                            |
| Petroglyphen von Angono                  | Petroglyphen und Petrographen auf den Philippinen          | 2006–2024 | K   | 5018 | Beinhaltete u. a. den früheren separaten Vorschlag Petroglyphen von Angono                                  |
|                                          | Stätten neolithischer Muschelhaufen in Lal-lo und Gattaran | 2006-2024 | K   | 5019 | Stätten mit prähistorischen Abfallhaufen aus Muschelschalen in den Gemeinden Lal-lo und Gattaran            |
| Mount Apo Natural Park                   | Mount Apo Natural Park                                     | 2009–2015 | N   | 5485 | Bereits 2008 nominiert als Mount Apo und Mount Hamiguitan: Schutzgebiete von Endemiten in Mindanao          |